# Alice di Thouars

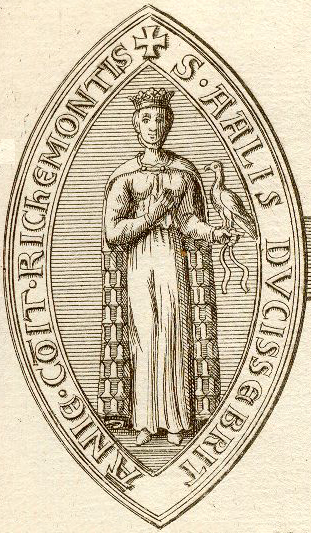
Sigillo della duchessa Alice

Alice di Thouars, o di Bretagna; in Bretone "Alis", in francese Alix de Thouars (1200 – 21 ottobre 1221), fu duchessa di Bretagna dal 1203 fino alla sua morte.

## Origine
Alice, secondo la Genealogia Comitum Richemundiæ post conquestum Angliæ, era la figlia del nobile francese della casata dei Thouars, che fu Duca reggente di Bretagna, Guy de Thouars e della Duchessa di Bretagna e Contessa di Richmond, Costanza.
Costanza, secondo la Chronica Albrici Monachi Trium Fontium, era l'unica figlia del Conte di Richmond, duca di Bretagna e Conte di Tréguier e di Guingamp, Conan IV e di sua moglie, Margherita di Huntingdon, come ci confermano gli Annales de Burton.
Guido di Thouars era il figlio secondogenito del visconte Goffredo di Thouars († dopo il 1173) e di Aumou, di cui non si conoscono gli ascendenti (secondo il documento n° XXIV del cartoulaire du bas poitou, il fratello di Guido, il primogenito e visconte di Thouars Amalrico VII († 21 marzo 1226), fece una donazione nella quale asseriva di essere fratello di Guido e figlio di Aumou e, secondo il documento n° LXXXII del Cartulaire de Saint-Laon de Thouars, sempre il fratello di Guido, Amalrico VII, fece un'altra donazione in suffragio dell'anima del padre, Goffredo).

## Biografia
La madre di Alice, Costanza, quando nel 1199 sposò Guido, era al suo terzo matrimonio; ella infatti era stata sposata con:
- Goffredo, figlio del re d'Inghilterra e duca di Normandia Enrico II, dal 1181[8], anche se Robert de Torigny, riporta l'anno 1182[9]. Nel 1186, Costanza divenne reggente della Bretagna e della contea di Richmond, dopo essere rimasta vedova di Goffredo, a cui aveva dato due figli: 
  - Eleonora di Bretagna (1184 - 1241) che venne imprigionata dallo zio Giovanni d'Inghilterra dall'adolescenza fino alla morte[2]
  - Arturo (1187 - 1203), nato postumo, presumibilmente fatto uccidere dallo zio Giovanni[2].
- Ranulfo, conte di Chester, dal 3 febbraio del 1188, come ci confermano gli Annales Cestrienses or Chronicle of the Abbey of St Werburg at Chester[10], a cui aveva portato in dote la contea di Richmond[10]. Questo secondo matrimonio viene confermato anche dalla Genealogia Comitum Richemundiæ post conquestum Angliæ[2]. La coppia visse separata[11], poiché il marito continuava a vivere in Inghilterra, governando le contee di Chester e Richmond, mentre Costanza viveva in Francia con i figli, governando il ducato di Bretagna. Costanza, secondo la Genealogia Comitum Richemundiæ post conquestum Angliæ, ottenne il divorzio, causa adulterio[2], dopo essere stata liberata, in quanto Ranulfo nel 1196 l'aveva imprigionata in Normandia, nel castello di Beuvron[11]. A Ranulfo de Blondeville, ancora secondo la Genealogia Comitum Richemundiæ post conquestum Angliæ, Costanza non aveva dato figli[2].

La duchessa Costanza morì di parto all'età di quarant'anni, nel 1201, dando alla luce la sorella di Alice, Caterina, come ci confermano anche gli Annales de Burton. La morte di Costanza viene confermata anche dalla Genealogia Comitum Richemundiæ post conquestum Angliæ, che ci informa che fu sepolta nel monastero di Bégard (dopo circa 25 anni, i resti vennero traslati a Nantes), dall'Ex Chronico Britannico, che indica il giorno della morte (3 settembre), dall'Ex Chronico Britannico Altero, che indica un giorno diverso per la morte (5 settembre) ed infine dall'Ex Chronico Ruyensis Cœnobii, che ci informa che morì nei pressi di Nantes.
Quando nel 1199 morì il re d'Inghilterra e duca di Normandia Riccardo Cuor di Leone, Filippo II di Francia concedette al fratellastro di Alice, Arturo, i contadi di Angiò, Maine e Poitou in cambio del giuramento di fedeltà in qualità di vassallo. L'ascesa al trono di Arturo, in quanto erede designato di Riccardo, venne dunque osteggiata dai nobili inglesi, che temevano un possibile ingresso dell'Inghilterra nella sfera d'influenza francese: lo zio di Arturo e fratello di Riccardo, Giovanni d'Inghilterra, si insediò sul trono inglese e nel ducato di Normandia nell'aprile del 1199. Arturo, benché ancora minorenne, costituiva agli occhi del nuovo re una minaccia e fu per questo fatto catturare a Mirabeau; il ragazzo venne quindi portato a Rouen sotto la custodia di Guglielmo de Braose, IV signore di Bramber e lì sparì misteriosamente, probabilmente ucciso, nell'aprile del 1203, dopo un anno di detenzione.
Dopo la morte di Arturo, anche la sorellastra di Alice, Eleonora, venne catturata e rinchiusa nel castello di Corfe, dove sarebbe rimasta fino alla morte, avvenuta parecchi anni dopo. Per questa ragione, i baroni bretoni riconobbero come duchessa di Bretagna Alice anziché la sorellastra Eleonora. 

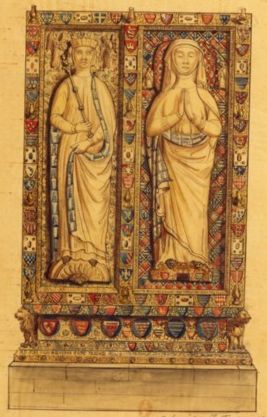
Tomba d'Alice e della figlia Iolanda, nell'abbazia di Notre Dame (Abbazia di Villeneuve) a Les Sorinières, Nantes

Suo padre Guido divenne reggente per conto di Alice e si fregiò del titolo di duca di Bretagna, sino alla conquista della Bretagna da parte del re di Francia, Filippo Augusto, che lo privò del titolo di duca, pur mantenendolo nel titolo di reggente (baillistre).
Nel 1209, suo padre, Guido, secondo le Mémoires pour servir de preuves à l´histoire ecclésiastique et civile de Bretagne, Tome I, stipulò un trattato col Conte di Penthièvre, Alano I d'Avaugour che prevedeva il fidanzamento del figlio primogenito di Alano, Enrico, con la figlia primogenita di Guido, Alice di Thouars.
In quello stesso anno, Alano, secondo il documento n° LXXIX del Recueil d´actes inédites des ducs et princes de Bretagne, come padre del futuro duca di Bretagna, scrisse una lettera di conferma dei suoi titoli e domini ad Andrea Vitreio.
La morte di Alano, avvenuta, nel 1212, come viene riportata sia dal Ex Chronico Britannico Altero che lo ricorda col titolo di conte, figlio di Enrico (Alanus Comes, filius Henrici comitis), sia dal Ex Chronico Savigniacensis Monasterii che precisa che morì addirittura il primo gennaio successivo (Obiit Alanus comes de Goilou, filius Henrici comitis, kalendis januarii), molto probabilmente determinò la rottura del fidanzamento.
Il padre di Alice, Guido, morì il 23 aprile 1213 e, secondo la Chronique de Guillaume de Nangis, la causa del decesso fu la lebbra.
In quello stesso anno (1213), il re di Francia fece sposare suo cugino Pietro di Dreux con Alice, sia secondo la Chronique de Guillaume de Nangis che secondo l'Ex Fragmentis Chronicorum Comitum Pictaviæ et Aquitaniæ Ducum.
Pietro divenne così reggente per conto della moglie.
Alice morì nel 1221, come ci viene confermato dall'Ex Chronico Britannico Altero.
Le succedette il figlio, Giovanni I, sotto la reggenza del padre, Pietro, che rimase de facto il duca di Bretagna fino al 1237.
Nell'ottobre del 1223, nel giorno della consacrazione della chiesa (fatta costruire dalla madre di Alice, la duchessa Costanza), la salma venne traslata nell'abbazia di Notre-Dame (Abbaye de Villeneuve) a Les Sorinières, Nantes, assieme a quelle dei genitori.

## Discendenza
Alice a Pietro diede tre figli:
- Giovanni[27](1217-1286), Duca di Bretagna
- Iolanda[28] (1218-1272), che, secondo il Chronicon Turonense, nel 1227 venne fidanzata a Giovanni di Francia[28] (1219-1232)
- Arturo (1220-1224), che, secondo il Chronicon Turonense, nel 1223 venne fidanzato a Giovanna di Craon[29].

## Nella cultura
Alice di Thouars è l’eroina del romanzo Le Poids d’une couronne (légende bretonne) (1867-1868) di Gabrielle d’Étampes e venne accennata a nel romanzo Dans l’Ombre du Passé (2020) di Léa Chaillou.

## Ascendenza
|                                  |                            |                                 | Genitori                                 |  |  | Nonni |  |  | Bisnonni                        |  |  | Trisnonni                         |  |
|                                  |                            |                                 |                                          |  |  |       |  |  | Almerico V, visconte di Thouars |  |  | Goffredo III, visconte di Thouars |  |
|                                  |                            |                                 |                                          |  |  |       |  |  | Almerico V, visconte di Thouars |  |  | Goffredo III, visconte di Thouars |  |
|                                  |                            | Amelina                         |                                          |  |  |       |  |  | Almerico V, visconte di Thouars |  |  |                                   |  |
| Goffredo IV, visconte di Thouars |                            |                                 |                                          |  |  |       |  |  | Almerico V, visconte di Thouars |  |  |                                   |  |
|                                  |                            | Agnese d'Aquitania              | Guglielmo IX, duca d'Aquitania           |  |  |       |  |  |                                 |  |  |                                   |  |
|                                  |                            | Agnese d'Aquitania              | Guglielmo IX, duca d'Aquitania           |  |  |       |  |  |                                 |  |  |                                   |  |
|                                  |                            | Agnese d'Aquitania              | Filippa, contessa di Tolosa              |  |  |       |  |  |                                 |  |  |                                   |  |
| Guido, visconte di Thouars       |                            | Agnese d'Aquitania              |                                          |  |  |       |  |  |                                 |  |  |                                   |  |
|                                  |                            | Ugo VII, signore di Lusignano   | Ugo VI, signore di Lusignano             |  |  |       |  |  |                                 |  |  |                                   |  |
|                                  |                            | Ugo VII, signore di Lusignano   | Ugo VI, signore di Lusignano             |  |  |       |  |  |                                 |  |  |                                   |  |
|                                  |                            | Ugo VII, signore di Lusignano   | Ildegarda di Thouars                     |  |  |       |  |  |                                 |  |  |                                   |  |
| Denise de Lusignano              |                            | Ugo VII, signore di Lusignano   |                                          |  |  |       |  |  |                                 |  |  |                                   |  |
|                                  |                            | Sarracina di Lezay              | …                                        |  |  |       |  |  |                                 |  |  |                                   |  |
|                                  |                            | Sarracina di Lezay              | …                                        |  |  |       |  |  |                                 |  |  |                                   |  |
|                                  |                            | Sarracina di Lezay              | …                                        |  |  |       |  |  |                                 |  |  |                                   |  |
| Alice di Thouars                 |                            | Sarracina di Lezay              |                                          |  |  |       |  |  |                                 |  |  |                                   |  |
|                                  | Alano, I conte di Richmond | Stefano I, conte di Penthièvre  |                                          |  |  |       |  |  |                                 |  |  |                                   |  |
|                                  | Alano, I conte di Richmond | Stefano I, conte di Penthièvre  |                                          |  |  |       |  |  |                                 |  |  |                                   |  |
|                                  | Alano, I conte di Richmond | Havoise di Blois                |                                          |  |  |       |  |  |                                 |  |  |                                   |  |
| Conan IV, duca di Bretagna       | Alano, I conte di Richmond |                                 |                                          |  |  |       |  |  |                                 |  |  |                                   |  |
|                                  |                            | Berta, duchessa di Bretagna     | Conan III, duca di Bretagna              |  |  |       |  |  |                                 |  |  |                                   |  |
|                                  |                            | Berta, duchessa di Bretagna     | Conan III, duca di Bretagna              |  |  |       |  |  |                                 |  |  |                                   |  |
|                                  |                            | Berta, duchessa di Bretagna     | Matilde FitzRoy                          |  |  |       |  |  |                                 |  |  |                                   |  |
| Costanza di Bretagna             |                            | Berta, duchessa di Bretagna     |                                          |  |  |       |  |  |                                 |  |  |                                   |  |
|                                  |                            | Enrico, III conte di Huntingdon | Davide I, re di Scozia                   |  |  |       |  |  |                                 |  |  |                                   |  |
|                                  |                            | Enrico, III conte di Huntingdon | Davide I, re di Scozia                   |  |  |       |  |  |                                 |  |  |                                   |  |
|                                  |                            | Enrico, III conte di Huntingdon | Maud, II contessa di Huntingdon          |  |  |       |  |  |                                 |  |  |                                   |  |
| Margherita di Huntingdon         |                            | Enrico, III conte di Huntingdon |                                          |  |  |       |  |  |                                 |  |  |                                   |  |
|                                  |                            | Ada de Warenne                  | Guglielmo di Warenne, II conte di Surrey |  |  |       |  |  |                                 |  |  |                                   |  |
|                                  |                            | Ada de Warenne                  | Guglielmo di Warenne, II conte di Surrey |  |  |       |  |  |                                 |  |  |                                   |  |
|                                  |                            | Ada de Warenne                  | Elisabetta di Vermandois                 |  |  |       |  |  |                                 |  |  |                                   |  |
|                                  |                            | Ada de Warenne                  |                                          |  |  |       |  |  |                                 |  |  |                                   |  |

### Fonti primarie
- (LA) Annales Cestrienses or Chronicle of the Abbey of St Werburg at Chester..
- (LA) Monumenta Germaniae Historica, Scriptores, tomus XXIII. URL consultato il 1º marzo 2020 (archiviato dall'url originale il 13 giugno 2018)..
- (LA) The Chronicle of the reigns of Henry II and Richard I 1169-1192..
- (LA) Rerum Gallicarum et Francicarum Scriptores, tomus XII..
- (LA) Rerum Gallicarum et Francicarum Scriptores, tomus XVIII..
- (LA) cartoulaire du bas poitou..
- (LA) Annales Monastici Vol. I..
- (LA) Chronique de Robert de Torigni, abbé du Mont-Saint-Michel, tome II..
- (LA) Chronique de Robert de Torigni, abbé du Mont-Saint-Michel, tome I..
- (LA) Cartulaire et chartes de l'abbaye de l'Absie, Archives historiques du Poitou Tome XXV..
- (LA) Cartulaire de Saint-Laon de Thouars..
- (LA) Chronique de Guillaume de Nangis..
- (LA) Mémoires pour servir de preuves à l´histoire ecclésiastique et civile de Bretagne, Tome I..
- (LA) Recueil d´actes inédites des ducs et princes de Bretagne..

### Letteratura storiografica
- William John Corbett, "Inghilterra 1087 - 1154", cap. II, vol. VI (Declino dell'impero e del papato e sviluppo degli stati nazionali) della Storia del Mondo Medievale, 1999, pp. 56–98.
- Doris M. Stenton, "Inghilterra: Enrico II", cap. III, vol. VI (Declino dell'impero e del papato e sviluppo degli stati nazionali) della Storia del Mondo Medievale, 1999, pp. 99–142.
- Frederik Maurice Powicke, "Inghilterra: Riccardo I e Giovanni", cap. II, vol. VI (Declino dell'impero e del papato e sviluppo degli stati nazionali) della Storia del Mondo Medievale, 1999, pp. 143–197.
- Ancestral Roots of Certain American Colonists Who Came to America Before 1700 by Frederick Lewis Weis, ovvero Primitive radici di coloni americani certi che giunsero in America prima del 1700 di Frederick Lewis Weis, righe 96 cap.28, 135 cap.29, 271 cap.28.